# المزاجد (حبيش)

تعديل مصدري - تعديل

المزاجد محلة تابعة لقرية الاطراف، التابعة لعزلة وادي المعقاب بمديرية حبيش إحدى مديريات محافظة إب في الجمهورية اليمنية، بلغ تعداد سكانها 69 حسب تعداد اليمن لعام 2004.